# Saybia
Saybia is een Deense rockband. De groep maakt dromerige pop-/rockliedjes, waarvan The Day After Tomorrow, The Second You Sleep, en I Surrender wellicht de bekendste zijn.

## Biografie
De band werd in 1993 in Nyborg opgericht door Søren Huss, Jeppe Knudsen, Palle Sørensen, en Thomas Dahl. In 1997 verliet gitarist Thomas de band, terwijl Sebastian Sandstrøm en Jess Jensen erbij kwamen. Saybia's bezetting is sindsdien niet meer veranderd.
In 1998 nam de band op eigen kosten de ep Dawn of a New Life op, in 1999 gevolgd door Chapter 2, en in 2000 door Chapter 3. Alle ep's verkochten ze in deze periode zelf tijdens hun optredens. In het voorjaar van 2001 kreeg Saybia een platencontract bij EMI. Daarna ging het hard. De singles Fool's Corner en The Day After Tomorrow, die op hun eerste commerciële ep Saybia (2001) staan, zorgden voor hun eerste succes in Denemarken. De band werd opgemerkt door de Deense radiozender P3, en won in december van dat jaar de P3 Award voor beste nieuwe act. Fool's Corner werd ook nog als soundtrack opgenomen in de Deense film En Kort en Lang (Engels: Shake It All About) (2001) van regisseur Hella Joof.
Op 28 juni 2002 stond Saybia op het hoofdpodium van het Deense festival Roskilde, een van de grootste festivals van Europa. In 2002 kwam ook het eerste studioalbum The Second You Sleep uit. Het album kwam op nummer één binnen in de Deense hitlijsten. In het najaar van 2002 verscheen het album in Nederland, waarna de rest van Europa volgde. In Nederland bereikte het de zesde plaats in de Album Top 100. The Day After Tomorrow was de eerste single van het album, en werd in 2003 nogmaals uitgebracht. Het was hun eerste hit in Vlaanderen en Nederland.
In 2003 bracht Saybia Live EP uit, opgenomen in concerthal 013 in Tilburg. Na zeven maanden toeren door Europa ontstonden er echter spanningen binnen de groep en kwam het punt van uit elkaar gaan dichtbij. De groep herpakte zich en kwam in 2004 met het tweede studioalbum These Are the Days, met als eerste single Brilliant sky. Hierna volgde de single I Surrender.
In 2004 won Saybia een EBBA. De European Border Breakers Awards zijn prijzen die jaarlijks worden uitgereikt aan tien jonge veelbelovende Europese artiesten die het jaar ervoor succesvol buiten de eigen landsgrenzen debuteerden.
In 2007 kwam Saybia met het derde studioalbum Eyes on the Highway, met de eerste single Angel. In december van dat jaar sloeg voor Søren het noodlot toe, toen zijn vriendin bij een auto-ongeluk om het leven kwam. Zijn dochtertje overleefde het ongeluk, maar voor de zanger brak een moeilijke periode aan. In september 2008 kondigde Saybia aan om voorlopig te stoppen. Op 6 november 2008 speelden ze hun voorlopig laatste concert in Kopenhagen. In 2010 pakten ze de draad weer op en verschenen ze weer op diverse podia.
Tijdens het festival Dijkpop (12 juli 2014) gaf Søren Huss aan net terug te zijn uit Los Angeles waar ze een nieuw album hadden opgenomen. Als voorproefje speelden ze op dat festival een aantal nummers ervan.
Begin oktober 2015 kwam het nieuwe album No Sound from the Outside uit. De release van dit album ging gepaard met een nieuwe reeks live-concerten, waarvan er een aantal in Nederland waren.

## Saybia in Nederland en België
Saybia was voor het eerst in Nederland te zien op Eurosonic in Groningen. Ze speelden op 11 januari 2002 in de zaal van Vindicat op de Grote Markt. Daarna waren ze te zien op 25 mei 2002 in de Melkweg (Amsterdam). Twee dagen later was het eerste concert in België in Botanique (Brussel). In het najaar van 2002 volgde de eerste clubtour door Nederland en België, en op 12 en 13 december 2002 stond Saybia in het voorprogramma van de Nederlandse band Kane in Ahoy (Rotterdam). Tot 2008 gaf Saybia meerdere concerten per jaar in Nederland en België.
Op festivals in Nederland was Saybia in 2002, 2003, en 2007 te zien op Lowlands (in 2002 op zondagochtend in de kleine Indiatent; een jaar later in de stampvolle Alpha; en in 2007 in de Grolschtent); in 2003, 2005, en 2008 op Pinkpop (op de tentstage); en in 2008 onder andere op Paaspop en Dauwpop. In 2010 stond Saybia weer in Nederland, namelijk op Bospop. In november 2011 stond Saybia in Paard van Troye (Den Haag), Effenaar, Tivoli (Utrecht), Patronaat (Haarlem), en Metropool (Hengelo). Op 24 augustus 2013 speelde de band op Pinkpop Classic. In oktober 2015 gaf Saybia opnieuw een aantal live-concerten in Nederland, evenals in 2016. Zo stond Saybia op Paaspop en Dauwpop, en gaven zij een concert in De Oosterpoort.

## Discografie

### Albums
| Album met eventuele hitnotering(en) in de Nederlandse Album Top 100 | Datum van verschijnen | Datum van binnenkomst | Hoogste positie | Aantal weken | Opmerkingen |
| ------------------------------------------------------------------- | --------------------- | --------------------- | --------------- | ------------ | ----------- |
| The second you sleep                                                | 21-02-2002            | 28-09-2002            | 38              | 20           |             |
| These are the days                                                  | 2004                  | 25-09-2004            | 8               | 32           |             |
| Eyes on the highway                                                 | 24-08-2007            | 02-09-2007            | 6               | 7            |             |
| No sound from the outside                                           | 2015                  |                       |                 |              |             |

### Singles
| Single met eventuele hitnotering(en) in de Nederlandse Top 40 | Datum van verschijnen | Datum van binnenkomst | Hoogste positie | Aantal weken | Opmerkingen |
| ------------------------------------------------------------- | --------------------- | --------------------- | --------------- | ------------ | ----------- |
| I surrender                                                   | 2004                  | 04-12-2004            | tip2            | -            |             |

| Single met hitnotering(en) in de Vlaamse Ultratop 50 | Datum van verschijnen | Datum van binnenkomst | Hoogste positie | Aantal weken | Opmerkingen |
| ---------------------------------------------------- | --------------------- | --------------------- | --------------- | ------------ | ----------- |
| The day after tomorrow                               | 2002                  | 28-09-2002            | 44              | 4            |             |
| The second you sleep                                 | 2002                  | 30-11-2002            | tip10           |              |             |

### NPO Radio 2 Top 2000
| Nummers met noteringen in de NPO Radio 2 Top 2000 | '14  | '15  | '16  | '17  | '18  | '19  | '20  | '21  | '22  |
| ------------------------------------------------- | ---- | ---- | ---- | ---- | ---- | ---- | ---- | ---- | ---- |
| I surrender                                       | 1528 | 1389 | 1590 | 1540 | 1979 | 1940 | 1977 | 1909 | 1943 |
| The day after tomorrow                            | 1465 | 1158 | 1395 | 1316 | 1698 | 1926 | -    | -    | -    |
| The second you sleep                              | 1726 | 1400 | 1670 | 1526 | -    | -    | -    | -    | -    |

1. ↑  Een '-' betekent dat het nummer niet was genoteerd en een vetgedrukt getal geeft de hoogste notering van een nummer aan.
2. ↑  2014 was het eerste jaar met een notering voor Saybia.
3. ↑  Deze tabel is bijgewerkt tot en met de laatste editie (2024).